# Горы Республики Сербской
Геоморфология территории Республики Сербской представлена в различных формах. Её северная часть, в припаннонской холмистой местности, состоящей из кайнозойских отложений, постепенно спускается к аллювиальным равнинам и речным террасам, которые являются наиболее плодородной частью Республики Сербской. На востоке и юго-востоке Республики холмистая местность постепенно перерастает в высокие горы Герцеговины.
Среди гор в РС наиболее известной является Яхорина, на которой в 1984 году были проведены Четырнадцатые зимние олимпийские игры. Не менее известна и гора Маглич, являющаяся высочайшей горой Республики Сербской и Боснии и Герцеговины — 2386 метров над уровнем моря. В РС также находятся области Зеленгоры, Лелии, Волуйка, Трескавицы, Романии, Влашича, Грмеча, Козары, Озрена и многих других гор, которые своими лесными богатствами привлекают всё большее внимание альпинистов, рыбаков, туристов.